# Cathorops agassizii
Cathorops agassizii és una espècie de peix de la família dels àrids i de l'ordre dels siluriformes.

## Morfologia
Els mascles poden assolir els 32 cm de llargària total.

## Distribució geogràfica
Es troba a Sud-amèrica: Guaiana i nord i nord-est del Brasil.